# Amy Robsart

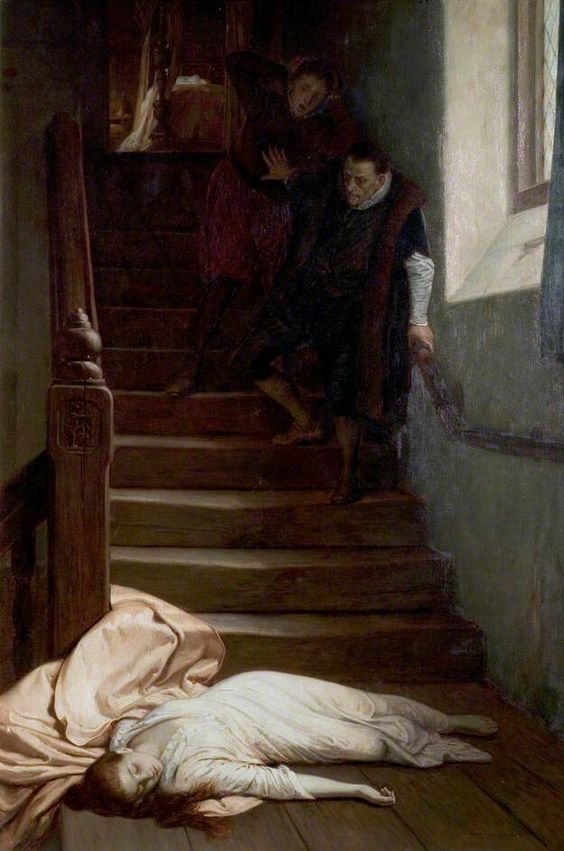
Śmierć Amy Robsart, obraz Williama Fredericka Yeamesa

Amy Robsart, po mężu Dudley (ur. 7 czerwca 1532, zm. 8 września 1560) – pierwsza żona Lorda Roberta Dudley, faworyta królowej Anglii Elżbiety I. Amy Robsart zmarła w niewyjaśnionych okolicznościach spadając ze schodów.
8 września 1560, Amy Robsart przebywała w Cumnor Place niedaleko Oksfordu. W dniu swej śmierci odesłała służbę, a później odnaleziono jej ciało pod schodami ze złamanym karkiem i dwiema ranami w głowie. Jej śmierć wywołała skandal. Pomimo tego, iż śledztwo wykazało, że był to nieszczęśliwy wypadek, głównym podejrzanym był jej mąż. Współcześni historycy nie podzielają tej opinii.
Historia nieszczęśliwej śmierci Amy Robsart jest fabułą dziewiętnastowiecznej powieści Waltera Scotta, Kenilworth.

## Literatura
- Adams, Simon (ed.) (1995): Household Accounts and Disbursement Books of Robert Dudley, Earl of Leicester, 1558–1561, 1584–1586 Cambridge University Press ISBN 0-521-55156-0
- Adams, Simon (2002): Leicester and the Court: Essays in Elizabethan Politics Manchester University Press ISBN 0-7190-5325-0
- Adams, Simon (2008a): "Dudley, Amy, Lady Dudley (1532–1560)" Oxford Dictionary of National Biography online edn. Jan 2008 [dostęp 2010-04-04]
- Adams, Simon (2008b): "Dudley, Robert, earl of Leicester (1532/3–1588)" Oxford Dictionary of National Biography online edn. May 2008 [dostęp 2010-04-04]
- Adams, Simon, Ian Archer, and G.W. Bernard (eds.) (2003): in Ian Archer (ed.): Religion, Politics, and Society in Sixteenth-Century England pp. 35–122 Cambridge University Press ISBN 0-521-05432-X
- Bernard, George (2000): Power and Politics in Tudor England Ashgate ISBN 0-7546-0245-1
- Chamberlin, Frederick (1939): Elizabeth and Leycester Dodd, Mead & Co.
- Susan Doran (1996): Monarchy and Matrimony: The Courtships of Elizabeth I Routledge ISBN 0-415-11969-3
- Doran, Susan (2003): Queen Elizabeth I British Library ISBN 0-7123-4802-6
- Gristwood, Sarah (2007): Elizabeth and Leicester: Power, Passion, Politics Viking ISBN 978-0-670-01828-4
- Christopher Haigh (2000): Elizabeth I Longman ISBN 0-582-43754-7
- Haynes, Alan (1987): The White Bear: The Elizabethan Earl of Leicester Peter Owen ISBN 0-7206-0672-1
- The National Archives (United Kingdom) (ed.) (1883): Calendar of the Manuscripts of ... The Marquess of Salisbury ... Preserved at Hatfield House, Hertfordshire Vol. I HMSO
- Historical Manuscripts Commission (ed.) (1911): Report on the Pepys Manuscripts Preserved at Magdalen College, Cambridge HMSO
- Eric Ives (2009): Lady Jane Grey: A Tudor Mystery Wiley-Blackwell ISBN 978-1-4051-9413-6
- Elizabeth Jenkins (2002): Elizabeth and Leicester The Phoenix Press ISBN 1-84212-560-5
- David Loades (1996): John Dudley, Duke of Northumberland 1504–1553 Clarendon Press ISBN 0-19-820193-1
- Loades, David (2004): Intrigue and Treason: The Tudor Court, 1547–1558 Pearson/Longman ISBN 0-582-77226-5
- Loades; David (2009): The Tudor Queens of England Hambledon Continuum ISBN 978-1-84725-019-3
- Chris Skidmore (2010): Death and the Virgin: Elizabeth, Dudley and the Mysterious Fate of Amy Robsart Weidenfeld & Nicolson ISBN 978-0-297-84650-5
- Alison Weir (1999): The Life of Queen Elizabeth I Ballantine Books ISBN 0-345-42550-2
- Wilson, Derek (1981): Sweet Robin: A Biography of Robert Dudley Earl of Leicester 1533–1588 Hamish Hamilton ISBN 0-241-10149-2
- Wilson, Derek (2005): The Uncrowned Kings of England: The Black History of the Dudleys and the Tudor Throne Carroll & Graf ISBN 0-7867-1469-7